# Liste des ponts d'Auvergne-Rhône-Alpes protégés aux monuments historiques
Cet article recense les ponts protégés aux monuments historiques en Auvergne-Rhône-Alpes, en France.

## Liste
La liste suivante ne prend pas en compte les aqueducs protégés aux monuments historiques.
| Édifice                           | Département                                   | Commune                                 | Coordonnées                      | Notice                        | Protection        | Illustration                      |
| --------------------------------- | --------------------------------------------- | --------------------------------------- | -------------------------------- | ----------------------------- | ----------------- | --------------------------------- |
| Pont des Laboureurs               | Ain                                           | Grièges                                 | 46° 16′ 04″ nord, 4° 52′ 13″ est | « PA01000048 »                | Inscrit MH (2020) | Pont des Laboureurs               |
| Pont Saint-Laurent                | Ain, Saône-et-Loire (Bourgogne-Franche-Comté) | Mâcon, Saint-Laurent-sur-Saône          | 46° 18′ 18″ nord, 4° 50′ 13″ est | « PA00116558 »                | Classé MH (1987)  | Pont Saint-Laurent                |
| Viaduc de Neuvial                 | Allier                                        | Bègues, Mazerier                        | 46° 07′ 43″ nord, 3° 09′ 59″ est | « PA00093153 » « PA00093424 » | Inscrit MH (1965) | Viaduc de Neuvial                 |
| Viaduc de Rouzat                  | Allier                                        | Bègues, Saint-Bonnet-de-Rochefort       | 46° 08′ 16″ nord, 3° 08′ 54″ est | « PA00092987 » « PA00093264 » | Inscrit MH (1965) | Viaduc de Rouzat                  |
| Pont sur le Gaduet                | Allier                                        | Bransat                                 | 46° 19′ 19″ nord, 3° 13′ 45″ est | « PA00093021 »                | Inscrit MH (1971) | Pont sur le Gaduet                |
| Pont romain                       | Allier                                        | Chantelle                               | 46° 14′ 53″ nord, 3° 10′ 56″ est | « PA00093036 »                | Inscrit MH (1928) | Pont romain                       |
| Pont Boutiron                     | Allier                                        | Charmeil, Creuzier-le-Vieux             | 46° 09′ 14″ nord, 3° 24′ 36″ est | « PA03000066 »                | Inscrit MH (2021) | Pont Boutiron                     |
| Viaduc du Belon                   | Allier                                        | Coutansouze, Louroux-de-Bouble          | 46° 13′ 18″ nord, 3° 00′ 03″ est | « PA03000035 » « PA03000040 » | Inscrit MH (2009) | Viaduc du Belon                   |
| Pont de la Vallée                 | Allier                                        | Droiturier                              | 46° 14′ 08″ nord, 3° 41′ 48″ est | « PA00093090 »                | Inscrit MH (1978) | Pont de la Vallée                 |
| Pont romain                       | Allier                                        | Droiturier                              | 46° 14′ 30″ nord, 3° 42′ 00″ est | « PA00093089 »                | Inscrit MH (1984) | Pont romain                       |
| Viaduc de la Bouble               | Allier                                        | Échassières, Louroux-de-Bouble          | 46° 13′ 26″ nord, 2° 56′ 49″ est | « PA03000036 » « PA03000041 » | Inscrit MH (2009) | Viaduc de la Bouble               |
| Arche d'essai Freyssinet          | Allier                                        | Moulins                                 | 46° 33′ 21″ nord, 3° 20′ 04″ est | « PA03000064 »                | Inscrit MH (2021) | Arche d'essai Freyssinet          |
| Pont Régemortes                   | Allier                                        | Moulins                                 | 46° 33′ 42″ nord, 3° 19′ 23″ est | « PA00093229 »                | Inscrit MH (1946) | Pont Régemortes                   |
| Pont du Gua                       | Ardèche                                       | Beaumont                                | 44° 32′ 33″ nord, 4° 11′ 26″ est | « PA00116645 »                | Classé MH (1984)  | Pont du Gua                       |
| Pont du Roi                       | Ardèche                                       | Boucieu-le-Roi, Colombier-le-Vieux      | 45° 02′ 10″ nord, 4° 40′ 35″ est | « PA00116651 » « PA00116693 » | Inscrit MH (1927) | Pont du Roi                       |
| Pont de Chambonas                 | Ardèche                                       | Chambonas                               | 44° 24′ 51″ nord, 4° 07′ 38″ est | « PA00116683 »                | Inscrit MH (1962) | Pont de Chambonas                 |
| Pont sur l'Ouvèze                 | Ardèche                                       | Coux                                    | 44° 44′ 09″ nord, 4° 37′ 17″ est | « PA00116695 »                | Inscrit MH (1932) | Pont sur l'Ouvèze                 |
| Pont romain du Pouzin             | Ardèche                                       | Le Pouzin                               | 44° 45′ 24″ nord, 4° 44′ 46″ est | « PA07000006 »                | Inscrit MH (1998) | Pont romain du Pouzin             |
| Pont sur l'Ouvèze                 | Ardèche                                       | Privas                                  | 44° 43′ 44″ nord, 4° 35′ 59″ est | « PA00116750 »                | Classé MH (1923)  | Pont sur l'Ouvèze                 |
| Pont suspendu sur la Cance        | Ardèche                                       | Quintenas, Vernosc-lès-Annonay          | 45° 12′ 39″ nord, 4° 42′ 12″ est | « PA00116844 » « PA00116877 » | Classé MH (1981)  | Pont suspendu sur la Cance        |
| Pont de Rochemaure                | Ardèche                                       | Rochemaure                              | 44° 34′ 58″ nord, 4° 42′ 39″ est | « PA00116760 »                | Inscrit MH (1985) | Pont de Rochemaure                |
| Pont sur l'Eyrieux                | Ardèche                                       | Saint-Fortunat-sur-Eyrieux              | 44° 49′ 39″ nord, 4° 40′ 37″ est | « PA00116785 »                | Classé MH (1982)  | Image manquante Téléverser        |
| Grand Pont                        | Ardèche                                       | Saint-Jean-de-Muzols, Tournon-sur-Rhône | 45° 04′ 00″ nord, 4° 46′ 52″ est | « PA00116790 » « PA00116876 » | Inscrit MH (1954) | Grand Pont                        |
| Pont du Gua                       | Ardèche                                       | Sanilhac                                | 44° 32′ 33″ nord, 4° 11′ 26″ est | « PA00116814 »                | Classé MH (1984)  | Pont du Gua                       |
| Passerelle Marc-Seguin            | Ardèche, Drôme                                | Tain-l'Hermitage, Tournon-sur-Rhône     | 45° 04′ 07″ nord, 4° 50′ 06″ est | « PA00116837 »                | Inscrit MH (1985) | Passerelle Marc-Seguin            |
| Pont romain de Viviers            | Ardèche                                       | Viviers                                 | 44° 29′ 19″ nord, 4° 40′ 18″ est | « PA00116866 »                | Classé MH (1986)  | Pont romain de Viviers            |
| Viaduc de la Sumène               | Cantal                                        | Bassignac                               | 45° 17′ 51″ nord, 2° 23′ 23″ est | « PA15000034 »                | Inscrit MH (2006) | Viaduc de la Sumène               |
| Viaduc du Mars                    | Cantal                                        | Jaleyrac                                | 45° 16′ 29″ nord, 2° 23′ 24″ est | « PA15000035 »                | Inscrit MH (2006) | Viaduc du Mars                    |
| Pont de Tréboul                   | Cantal                                        | Lieutadès, Sainte-Marie                 | 44° 52′ 22″ nord, 2° 52′ 01″ est | « PA00093645 »                | Inscrit MH (1927) | Pont de Tréboul                   |
| Viaduc de Garabit                 | Cantal                                        | Val d'Arcomie                           | 44° 58′ 31″ nord, 3° 10′ 38″ est | « PA00093539 »                | Classé MH (2017)  | Viaduc de Garabit                 |
| Viaduc de Barajol                 | Cantal                                        | Riom-ès-Montagnes, Saint-Amandin        | 45° 18′ 14″ nord, 2° 41′ 40″ est | « PA00093587 » « PA00093595 » | Inscrit MH (1984) | Viaduc de Barajol                 |
| Pont Vieux                        | Cantal                                        | Saint-Flour                             | 45° 02′ 00″ nord, 3° 05′ 58″ est | « PA00093631 »                | Inscrit MH (1946) | Pont Vieux                        |
| Pont sur la Véore                 | Drôme                                         | Beaumont-lès-Valence                    | 44° 52′ 10″ nord, 4° 55′ 55″ est | « PA00116893 »                | Inscrit MH (1982) | Pont sur la Véore                 |
| Pont du Robinet                   | Drôme                                         | Donzère                                 | 44° 27′ 08″ nord, 4° 41′ 53″ est | « PA00116943 »                | Inscrit MH (1985) | Pont du Robinet                   |
| Pont de Nyons                     | Drôme                                         | Nyons                                   | 44° 21′ 36″ nord, 5° 08′ 39″ est | « PA00117004 »                | Classé MH (1925)  | Pont de Nyons                     |
| Pont romain de Villeperdrix       | Drôme                                         | Villeperdrix                            | 44° 26′ 04″ nord, 5° 17′ 21″ est | « PA00117104 »                | Inscrit MH (1989) | Pont romain de Villeperdrix       |
| Pont d'Estroulhas                 | Haute-Loire                                   | Aiguilhe, Espaly-Saint-Marcel           | 45° 02′ 52″ nord, 3° 52′ 34″ est | « PA00092567 » « PA00092669 » | Inscrit MH (1964) | Pont d'Estroulhas                 |
| Pont de Roderie                   | Haute-Loire                                   | Aiguilhe                                | 45° 03′ 03″ nord, 3° 53′ 10″ est | « PA00092568 »                | Inscrit MH (1926) | Pont de Roderie                   |
| Pont de Margeaix                  | Haute-Loire                                   | Beaulieu, Saint-Vincent                 | 45° 09′ 12″ nord, 3° 55′ 30″ est | « PA00132733 » « PA00132960 » | Inscrit MH (1994) | Pont de Margeaix                  |
| Pont de Confolent                 | Haute-Loire                                   | Beauzac, Saint-Maurice-de-Lignon        | 45° 15′ 29″ nord, 4° 08′ 39″ est | « PA00092937 » « PA00092947 » | Inscrit MH (1990) | Pont de Confolent                 |
| Pont de la Chartreuse             | Haute-Loire                                   | Brives-Charensac                        | 45° 02′ 51″ nord, 3° 55′ 37″ est | « PA00092625 »                | Classé MH (1914)  | Pont de la Chartreuse             |
| Vieux pont de Brives              | Haute-Loire                                   | Brives-Charensac                        | 45° 02′ 49″ nord, 3° 55′ 42″ est | « PA00092626 »                | Inscrit MH (1949) | Vieux pont de Brives              |
| Pont suspendu de Chilhac          | Haute-Loire                                   | Chilhac                                 | 45° 09′ 17″ nord, 3° 26′ 14″ est | « PA43000058 »                | Inscrit MH (2015) | Pont suspendu de Chilhac          |
| Pont Vieux de Domeyrat            | Haute-Loire                                   | Domeyrat                                | 45° 15′ 00″ nord, 3° 30′ 06″ est | « PA00092663 »                | Classé MH (1982)  | Pont Vieux de Domeyrat            |
| Pont de la Bajasse                | Haute-Loire                                   | Fontannes, Vieille-Brioude              | 45° 16′ 37″ nord, 3° 24′ 37″ est | « PA43000027 » « PA43000032 » | Inscrit MH (2002) | Pont de la Bajasse                |
| Pont de Lavoûte-Chilhac           | Haute-Loire                                   | Lavoûte-Chilhac                         | 45° 08′ 55″ nord, 3° 24′ 07″ est | « PA00092690 »                | Inscrit MH (1926) | Pont de Lavoûte-Chilhac           |
| Viaduc de la Recoumène            | Haute-Loire                                   | Le Monastier-sur-Gazeille               | 44° 55′ 52″ nord, 4° 01′ 02″ est | « PA00092929 »                | Inscrit MH (1989) | Viaduc de la Recoumène            |
| Pont de Bounery                   | Haute-Loire                                   | Saint-André-de-Chalencon                | 45° 17′ 09″ nord, 3° 58′ 42″ est | « PA00092826 »                | Inscrit MH (1949) | Pont de Bounery                   |
| Pont du Diable                    | Haute-Loire                                   | Saint-André-de-Chalencon                | 45° 17′ 00″ nord, 3° 59′ 05″ est | « PA00092827 »                | Classé MH (1913)  | Pont du Diable                    |
| Pont suspendu de Saint-Ilpize     | Haute-Loire                                   | Saint-Ilpize                            | 45° 11′ 55″ nord, 3° 23′ 12″ est | « PA43000059 »                | Inscrit MH (2015) | Pont suspendu de Saint-Ilpize     |
| Pont de la Caille                 | Haute-Savoie                                  | Allonzier-la-Caille, Cruseilles         | 46° 00′ 42″ nord, 6° 06′ 41″ est | « PA00118340 » « PA00118386 » | Inscrit MH (1966) | Pont de la Caille                 |
| Pont Romain                       | Haute-Savoie                                  | Les Clefs                               | 45° 51′ 48″ nord, 6° 19′ 39″ est | « PA00118374 »                | Inscrit MH (1947) | Pont Romain                       |
| Pont Vieux                        | Haute-Savoie                                  | Cluses                                  | 46° 03′ 23″ nord, 6° 34′ 46″ est | « PA00118378 »                | Inscrit MH (1975) | Pont Vieux                        |
| Pont sur l'Eau Morte              | Haute-Savoie                                  | Doussard                                | 45° 47′ 13″ nord, 6° 13′ 56″ est | « PA00118389 »                | Inscrit MH (1974) | Pont sur l'Eau Morte              |
| Pont Coppet                       | Haute-Savoie                                  | Vallières-sur-Fier                      | 45° 53′ 22″ nord, 5° 56′ 20″ est | « PA74000024 »                | Inscrit MH (2015) | Image manquante Téléverser        |
| Pont Lesdiguières                 | Isère                                         | Claix, Le Pont-de-Claix                 | 45° 07′ 14″ nord, 5° 41′ 47″ est | « PA00117241 » « PA38000028 » | Classé MH (1898)  | Pont Lesdiguières                 |
| Pont Peirant                      | Isère                                         | Saint-Laurent-du-Pont                   | 45° 21′ 12″ nord, 5° 45′ 29″ est | « PA00117269 »                | Classé MH (1923)  | Pont Peirant                      |
| Pont de la Petite Vache           | Isère                                         | Saint-Laurent-du-Pont                   | 45° 21′ 13″ nord, 5° 45′ 27″ est | « PA00117270 »                | Classé MH (1923)  | Pont de la Petite Vache           |
| Pont de la Forge                  | Isère                                         | Saint-Pierre-de-Chartreuse              | 45° 20′ 43″ nord, 5° 47′ 46″ est | « PA00117267 »                | Classé MH (1923)  | Image manquante Téléverser        |
| Pont du Grand Logis               | Isère                                         | Saint-Pierre-de-Chartreuse              | 45° 20′ 38″ nord, 5° 48′ 03″ est | « PA00117268 »                | Classé MH (1923)  | Image manquante Téléverser        |
| Pont de la Tannerie               | Isère                                         | Saint-Pierre-de-Chartreuse              | 45° 20′ 50″ nord, 5° 47′ 02″ est | « PA00117271 »                | Classé MH (1923)  | Image manquante Téléverser        |
| Pont de la Dame                   | Isère                                         | Saint-Pierre-de-Chartreuse              | 45° 20′ 25″ nord, 5° 48′ 20″ est | « PA00117266 »                | Classé MH (1927)  | Image manquante Téléverser        |
| Pont Saint-Martin                 | Isère                                         | Vienne                                  | 45° 31′ 41″ nord, 4° 52′ 42″ est | « PA00117345 »                | Classé MH (1924)  | Pont Saint-Martin                 |
| Pont sur la Durèze                | Loire                                         | Chagnon                                 | 45° 32′ 09″ nord, 4° 33′ 09″ est | « PA00117434 »                | Inscrit MH (1949) | Pont sur la Durèze                |
| Vieux pont (pl)                   | Loire                                         | Charlieu                                | 46° 09′ 22″ nord, 4° 10′ 30″ est | « PA00117461 »                | Inscrit MH (1938) | Vieux pont (pl)                   |
| Pont sur l'Aix                    | Loire                                         | Pommiers-en-Forez                       | 45° 49′ 35″ nord, 4° 03′ 59″ est | « PA00117546 »                | Classé MH (1943)  | Pont sur l'Aix                    |
| Pont du Diable                    | Loire                                         | Pouilly-sous-Charlieu                   | 46° 09′ 03″ nord, 4° 09′ 21″ est | « PA00117556 »                | Inscrit MH (1928) | Image manquante Téléverser        |
| Pont de Baffy                     | Loire                                         | Saint-Germain-Laval                     | 45° 49′ 52″ nord, 4° 00′ 14″ est | « PA00117620 »                | Inscrit MH (1925) | Pont de Baffy                     |
| Pont du Diable                    | Loire                                         | Saint-Marcellin-en-Forez                | 45° 29′ 29″ nord, 4° 08′ 15″ est | « PA00117648 »                | Classé MH (1921)  | Pont du Diable                    |
| Pont du premier chemin de fer     | Loire                                         | Saint-Priest-en-Jarez, Villars          | 45° 27′ 55″ nord, 4° 22′ 13″ est | « PA42000008 » « PA42000009 » | Inscrit MH (2001) | Image manquante Téléverser        |
| Viaduc des Fades                  | Puy-de-Dôme                                   | Les Ancizes-Comps                       | 45° 58′ 18″ nord, 2° 48′ 11″ est | « PA00092403 »                | Inscrit MH (1984) | Viaduc des Fades                  |
| Pont de la maison du poids public | Puy-de-Dôme                                   | Billom                                  | 45° 43′ 21″ nord, 3° 20′ 21″ est | « PA00091916 »                | Inscrit MH (1982) | Pont de la maison du poids public |
| Pont romain                       | Puy-de-Dôme                                   | Le Cheix-sur-Morge                      | 45° 57′ 18″ nord, 3° 09′ 58″ est | « PA00091976 »                | Classé MH (1974)  | Pont romain                       |
| Vieux pont sur la Couze           | Puy-de-Dôme                                   | Coudes                                  | 45° 36′ 51″ nord, 3° 12′ 37″ est | « PA00092088 »                | Classé MH (1908)  | Vieux pont sur la Couze           |
| Pont suspendu de Parentignat      | Puy-de-Dôme                                   | Issoire, Parentignat                    | 45° 32′ 38″ nord, 3° 16′ 33″ est | « PA00092235 »                | Inscrit MH (1975) | Pont suspendu de Parentignat      |
| Pont de Menat                     | Puy-de-Dôme                                   | Menat                                   | 46° 05′ 59″ nord, 2° 55′ 54″ est | « PA00092183 »                | Classé MH (1918)  | Pont de Menat                     |
| Pont sur la Dore                  | Puy-de-Dôme                                   | Olliergues                              | 45° 40′ 27″ nord, 3° 38′ 07″ est | « PA00092225 »                | Classé MH (1930)  | Image manquante Téléverser        |
| Pont du Diable                    | Puy-de-Dôme                                   | Olliergues                              | 45° 41′ 37″ nord, 3° 35′ 20″ est | « PA00092226 »                | Inscrit MH (1971) | Pont du Diable                    |
| Pont sur la Monne                 | Puy-de-Dôme                                   | Saint-Amant-Tallende                    | 45° 40′ 01″ nord, 3° 06′ 30″ est | « PA63000018 »                | Inscrit MH (1999) | Pont sur la Monne                 |
| Pont médiéval de Saurier          | Puy-de-Dôme                                   | Saurier                                 | 45° 32′ 23″ nord, 3° 02′ 41″ est | « PA00092406 »                | Classé MH (1907)  | Pont médiéval de Saurier          |
| Pont de Seychalles                | Puy-de-Dôme                                   | Thiers                                  | 45° 51′ 19″ nord, 3° 33′ 04″ est | « PA00092446 »                | Inscrit MH (1926) | Pont de Seychalles                |
| Pont du navire                    | Puy-de-Dôme                                   | Thiers                                  | 45° 51′ 06″ nord, 3° 32′ 29″ est | « PA00092445 »                | Inscrit MH (1926) | Pont du navire                    |
| Pont du Diable                    | Puy-de-Dôme                                   | Tours-sur-Meymont                       | 45° 41′ 37″ nord, 3° 35′ 20″ est | « PA00092449 »                | Inscrit MH (1971) | Pont du Diable                    |
| Pont Vieux                        | Rhône                                         | Brignais                                | 45° 40′ 26″ nord, 4° 45′ 20″ est | « PA00117726 »                | Inscrit MH (1934) | Pont Vieux                        |
| Vieux Pont                        | Savoie                                        | Bonneval-sur-Arc                        | 45° 22′ 35″ nord, 7° 04′ 53″ est | « PA00118213 »                | Inscrit MH (1980) | Vieux Pont                        |
| Pont Morens                       | Savoie                                        | La Chavanne                             | 45° 29′ 54″ nord, 6° 03′ 38″ est | « PA00118250 »                | Inscrit MH (1985) | Pont Morens                       |
| Pont Victor-Emmanuel              | Savoie                                        | Cruet                                   | 45° 31′ 17″ nord, 6° 06′ 19″ est | « PA00132954 »                | Inscrit MH (1994) | Pont Victor-Emmanuel              |
| Pont sur l'Arcelle Neuve          | Savoie                                        | Lanslevillard                           | 45° 17′ 27″ nord, 6° 55′ 17″ est | « PA00132955 »                | Inscrit MH (1994) | Image manquante Téléverser        |
| Pont Morens                       | Savoie                                        | Montmélian                              | 45° 29′ 54″ nord, 6° 03′ 38″ est | « PA00118279 »                | Inscrit MH (1985) | Pont Morens                       |
| Vieux-Pont                        | Savoie                                        | Moûtiers                                | 45° 28′ 59″ nord, 6° 31′ 57″ est | « PA00118285 »                | Classé MH (1980)  | Vieux-Pont                        |